# Järsi (Tapa)
Järsi (Duits: Jerwsel) is een spookdorp in de Estlandse gemeente Tapa, provincie Lääne-Virumaa. Wel heeft de plaats nog steeds de status van dorp (Estisch: küla). In 2000 had het dorp nog 7 inwoners. In 2011 had de plaats geen inwoners meer. Volgens de cijfers van 2021 is het aantal inwoners ‘< 4’.
Järsi lag tot in oktober 2017 in de gemeente Tamsalu. In die maand ging Tamsalu op in de gemeente Tapa.
Järsi ligt tegen de grens met de provincie Järvamaa aan. Op het grondgebied van het dorp ligt het meer Järsi järv (2,3 ha).

## Geschiedenis
Järsi werd voor het eerst genoemd in 1253 onder de naam Jerwensele. Een groot deel van het land om het dorp heen behoorde toe aan de burgemeester van Reval (Tallinn). In 1735 werd het dorp Jerselt genoemd. Het lag toen op het landgoed van Wechmuth (Võhmuta). In het Estisch werd het dorp eerst Järveselja of Järvselja genoemd; in de 18e eeuw werd dat Järvsi of Järsi. Na 1920 raakte Järvsi ook in onbruik.
Het zuidelijk deel van het dorp is het voormalige ‘semi-landgoed’ (Duits: Beigut, Estisch: poolmõis, een landgoed dat deel uitmaakt van een groter landgoed, in dit geval Wechmuth) Karlsbrunn (Estisch: Metsamõisa). In 1847 werd het een zelfstandig landgoed. Karlsbrunn was een van de weinige landgoederen die niet werden onteigend toen Estland in 1918 onafhankelijk was geworden. Tussen 1900 en 1933 was gravin Virginie Manteuffel de eigenares, tussen 1933 en 1939 was dat graaf Ernst Manteuffel. In 1939 moest hij vertrekken als gevolg van het Molotov-Ribbentroppact.